# Минут, Виктор Николаевич
Виктор Николаевич Минут (1868— 1934) — российский военный деятель, генерал-лейтенант (1915).

## Биография
Родился 17 августа 1868[по какому календарю?] года.
Окончил Псковский кадетский корпус (1886), Николаевское инженерное училище (1889), Николаевскую академию Генерального штаба (1895).
С 9.4.1900 — начальник штаба Усть-Двинской крепости.
Участник Китайского похода, с 21.8.1900 состоял в распоряжении командующего войсками Приамурского ВО.
С 3.2.1901 — младший делопроизводитель канцелярии Военно-учёного комитета Главного штаба.
Участник Русско-японской войны: с 12.2.1904 — штаб-офицер для поручений при управлении начальника военных сообщений Маньчжурской армии, 22.9.1904 — 29.11.1904 — начальник штаба 6-й Восточно-Сибирской стрелковой дивизии, с 17.8.1905 — правитель канцелярии начальника военных сообщений при главнокомандующем всеми сухопутными и морскими силами, действующими против Японии.
После войны 3.10.1906 был включён в состав военно-исторической комиссии при Главном управлении Генерального штаба (ГУГШ) для описания Русско-японской войны.
С 31.12.1909 — начальник отделения Главного штаба, с 13.10.1910 — ГУГШ. С 12.3.1911 — управляющий делами Комитета по устройству казарм Главного управления поквартирному довольствию войск.
С началом Первой мировой войны 19.7.1914 был назначен и. д. начальника штаба Минского ВО. 16.4.1916 переведён в действующую армию начальником штаба 6-й армии генерала В. Н. Горбатовского. После того как Горбатовский был переведён на пост командующего 10-й армией, Минут 6.12.1916 последовал за ним на должность начальника штаба.
После Февральской революции сделал стремительную карьеру. Уже 11.4.1917 он был назначен на ответственный пост начальника Главного штаба. 9 мая оставил пост и был зачислен в распоряжение военного министра, но уже 13 мая занял место дежурного генерала при Верховном главнокомандующем. С генералом А. А. Брусиловым не сработался и 14 июня был переведен в Минск главным начальником Минского ВО. С 12.7.1917 — главный начальник военных снабжений армий Западного фронта, затем — в резерве чинов при штабе Петроградского ВО.
После Октябрьской революции покинул службу, перешел польскую границу и уехал в Берлин. В конце 1919 года отправился в Сибирь к адмиралу Колчаку, но, получив известие о его смерти, вернулся в Европу. С 1924 года — председатель «Объединения воспитанников Псковского кадетского корпуса».
Умер в Париже 2 января 1934 года.